# Matsumoto Hakuō II
Matsumoto Hakuō II (ニ代目 松本 白鸚, Nidaime Matsumoto Kōshirō), né le 19 août 1942 à Tokyo, est un acteur japonais du genre théâtral kabuki, un des tachiyaku (spécialiste des rôles masculins) les plus populaires actuellement en activité.
Comme de nombreux membres de la communauté du kabuki, il peut retracer sa lignée sur plusieurs générations, de nombreux membres de sa famille étant également acteurs kabuki. Son père et son grand-père étaient les huitième et septième respectivement à porter le nom Matsumoto Kōshirō, et il fait remonter sa lignée jusqu'à son arrière-arrière-grand-père Nakamura Karoku I, sinon davantage. Nakamura Kichiemon II, le père de Kōshirō, et son fils Ichikawa Somegorō VII sont aussi actifs dans le théâtre kabuki et sa fille, Takako Matsu est une actrice de cinéma expérimentée. Par ailleurs, Kōshirō a un certain nombre de disciples dont Matsumoto Kingo III, Matsumoto Kōemon I et Ichikawa Komazō XI.

## Carrière
Matsumoto Kōshirō fait ses débuts sur scène à l'âge de trois ans en 1945 sous le nom Matsumoto Kintarō II et prend le nom Ichikawa Somegorō VI quatre ans plus tard. Il reprend le nom de son père, Matsumoto Kōshirō, en 1981.
Diplômé de l'université Waseda et acteur polyvalent, Kōshirō IX a joué abondamment non seulement dans le genre kabuki mais aussi dans des pièces occidentales, au cinéma et à la télévision. Il a interprété, entre autres rôles, Benkei dans Kanjinchō, Kōchiyama Sōshun dans Kōchiyama, Kumagai Jirō Naozane dans Kumagai Jinya et Matsuōmaru dans Sugawara Denju Tenarai Kagami.
En 1970, Kōshirō apparaît dans le rôle-titre de L'Homme de la Mancha à Broadway ainsi que dans le rôle du roi de Siam dans Le Roi et moi dans le West End à Londres. Parmi ses autres performances sur scène on compte Motl dans Un violon sur le toit, le rôle-titre de Sweeney Todd, Salieri dans Amadeus, Kitagawa Utamaro dans la comédie musicale Utamaro et Zeami Motokiyo dans Musical Zeami.
Il est honoré du titre de Personne de mérite culturel en 2012.

## Filmographie sélective
- 1960 : La Rivière Fuefuki (笛吹川, Fuefuki-gawa?) de Keisuke Kinoshita : Sozo, le premier fils
- 1961 : Les bandits courent dans le vent (野盗風の中を走る, Yatō kaze no naka o hashiru?) de Hiroshi Inagaki
- 1963 : L'Épée secrète (秘剣, Hiken?) de Hiroshi Inagaki
- 1964 : La Grande Tornade (士魂魔道 大龍巻, Shikon madō : Daitatsu maki?) de Hiroshi Inagaki
- 1964 : Bric-à-brac (がらくた, Garakuta?) de Hiroshi Inagaki
- 1989 : Rikyu (利休?) de Hiroshi Teshigahara
- 1998 : Histoire d'avril (四月物語, Shigatsu monogatari?) de Shunji Iwai : le père d'Uzuki